# Liga Nacional de Fútbol de la República Checa
La Liga Nacional de Fútbol de la República Checa hasta 2013 llamada Druhá liga («Segunda Liga»; oficialmente en checo: Fotbalová národní liga; FNL - «Liga de Fútbol Nacional») es la segunda división y la más baja de las dos que componen la liga profesional del fútbol en la República Checa. La liga fue fundada en 1993 y en ella participan 16 clubes, de los cuales los dos primeros ascienden a la Liga Checa de Fútbol, la máxima división del fútbol checo.

## Equipos 2025/26
Los siguientes 16 equipos participan en la Liga Nacional de Fútbol 2025/26:
| Club                       | Ciudad           | Estadio                          | Capacidad |
| -------------------------- | ---------------- | -------------------------------- | --------- |
| FC Baník Ostrava B         | Ostrava          | Městský stadion (Ostrava)        | 15,123    |
| MFK Chrudim                | Chrudim          | Za Vodojemem                     | 1,500     |
| SK Dynamo České Budějovice | České Budějovice | Stadion Střelecký ostrov         | 6,681     |
| SK Hanácká Slavia Kroměříž | Kroměříž         | Stadion Jožky Silného            | 1,529     |
| SK Líšeň                   | Brno             | Stadion SK Líšeň                 | 2,100     |
| SFC Opava                  | Opava            | Stadion v Městských sadech       | 7,524     |
| FK Příbram                 | Příbram          | Stadion Na Litavce               | 9,100     |
| 1. SK Prostějov            | Prostějov        | Stadion FK Holice                | 2,900     |
| FC Sellier & Bellot Vlašim | Vlašim           | Stadion Kollárova ulice          | 3,000     |
| FC Silon Táborsko          | Tábor            | Stadion v Kvapilově ulici        | 2,000     |
| SK Slavia Prague B         | Praga            | Stadion Olympia Radotín          | 1,500     |
| AC Sparta Prague B         | Praga            | FK Viktoria Stadion              | 5,037     |
| FK Viagem Ústí nad Labem   | Ústí nad Labem   | Městský stadion (Ústí nad Labem) | 4,100     |
| FK Viktoria Žižkov         | Praga            | FK Viktoria Stadion              | 5,037     |
| FC Vysočina Jihlava        | Jihlava          | Stadion v Jiráskově ulici        | 4,500     |
| FC Zbrojovka Brno          | Brno             | Městský fotbalový stadion Srbská | 10,200    |

## Palmarés

### Campeones de la Liga Nacional de Fútbol
| Temporada | Campeón                             | Subcampeón                  |
| --------- | ----------------------------------- | --------------------------- |
| 1993–94   | Sklobižu Jablonec nad Nisou         | FK Švarc Benešov            |
| 1994–95   | FC Slovácká Slavia Uherské Hradiště | Ostroj Opava                |
| 1995–96   | FC Karviná                          | FK Teplice                  |
| 1996–97   | FC Dukla Praga                      | AFK Atlantic Lázně Bohdaneč |
| 1997–98   | FK Chmel Blšany                     | FC Karviná                  |
| 1998–99   | Bohemians 1905 Praga                | SK České Budějovice         |
| 1999–2000 | Synot Staré Město                   | FC Viktoria Plzeň           |
| 2000–01   | FC Hradec Králové                   | SFC Opava                   |
| 2001–02   | SK Dynamo České Budějovice          | FK Zlín                     |
| 2002–03   | FC Viktoria Plzeň                   | SFC Opava                   |
| 2003–04   | FK Mladá Boleslav                   | FK Drnovice                 |
| 2004–05   | FK SIAD Most                        | FC Vysočina Jihlava         |
| 2005–06   | SK Kladno                           | SK Dynamo České Budějovice  |
| 2006–07   | FK Viktoria Žižkov                  | Bohemians 1905 Praga        |
| 2007–08   | FK Bohemians Praga (Střížkov)       | FK Marila Příbram           |
| 2008–09   | Bohemians 1905 Praga                | FC Zenit Čáslav             |
| 2009–10   | FC Hradec Králové                   | FK Ústí nad Labem           |
| 2010–11   | FK Dukla Praga                      | FK Viktoria Žižkov          |
| 2011–12   | FK Ústí nad Labem                   | FC Vysočina Jihlava         |
| 2012–13   | 1. SC Znojmo                        | Bohemians 1905 Praga        |
| 2013–14   | SK Dynamo České Budějovice          | FC Hradec Králové           |
| 2014–15   | SK Sigma Olomouc                    | FK Varnsdorf                |
| 2015–16   | MFK Karviná                         | FC Hradec Králové           |
| 2016–17   | SK Sigma Olomouc                    | FC Baník Ostrava            |
| 2017–18   | SFC Opava                           | 1. FK Příbram               |
| 2018–19   | SK Dynamo České Budějovice          | FC Vysočina Jihlava         |
| 2019–20   | FK Pardubice                        | FC Zbrojovka Brno           |
| 2020–21   | FC Hradec Králové                   | SK Líšeň                    |
| 2021–22   | FC Zbrojovka Brno                   | FC Vlašim                   |
| 2022-23   | MFK Karviná                         | MFK Vyškov                  |
| 2023-24   | FK Dukla Praga                      | SK Sigma Olomouc B          |
| 2024-25   | FK Zlín                             | MFK Chrudim                 |

## Goleadores
Toda la información de esta tabla se puede encontrara en excepto la temporada 2003–04, que se encuentra en el siguiente enlace.
| Temporada | Goleador             | Club                    | Goles |
| --------- | -------------------- | ----------------------- | ----- |
| 1993–94   | Tibor Mičinec        | SK Benešov              | 18    |
| 1994–95   | Bedřich Hamsa        | LeRK Brno               | 22    |
| 1995–96   | Patrik Holomek       | Poštorná                | 16    |
| 1996–97   | Václav Koloušek      | Dukla Praga             | 18    |
| 1997–98   | Vítězslav Tuma       | MFK Karviná             | 19    |
| 1998–99   | Patrik Holomek       | St. Město               | 18    |
| 1999–00   | Vladimír Malár       | St. Město               | 24    |
| 2000–01   | Pavel Černý          | Hradec Králové          | 17    |
| 2001–02   | Radek Drulák         | HFK Olomouc             | 16    |
| 2002–03   | Petr Švancara        | SFC Opava               | 20    |
| 2003–04   | Tomáš Kaplan         | Vysočina Jihlava        | 10    |
| 2003–04   | Roman Bednár         | Mladá Boleslav          | 10    |
| 2003–04   | Vojtěch Schulmeister | SK Sigma Olomouc B      | 10    |
| 2004–05   | Horst Siegl          | Baník Most              | 16    |
| 2005–06   | Petr Faldyna         | Dynamo České Budějovice | 19    |
| 2006–07   | Petr Faldyna         | Vysočina Jihlava        | 15    |
| 2007–08   | Petr Faldyna         | Vysočina Jihlava        | 13    |
| 2008–09   | Martin Jirouš        | Baník Sokolov           | 18    |
| 2009–10   | Pavel Černý          | Hradec Králové          | 14    |
| 2009–10   | Dani Chigou          | Dukla Praga             | 14    |
| 2009–10   | Karel Kroupa         | Tescoma Zlín            | 14    |
| 2010–11   | Dani Chigou          | Dukla Praga             | 19    |
| 2011-12   | Jiří Mlika           | FK Baník Most           | 12    |
| 2011-12   | Miloslav Strnad      | Baník Sokolov           | 12    |
| 2011-12   | Stanislav Tecl       | Vysočina Jihlava        | 12    |
| 2012-13   | Lukáš Železník       | Fastav Zlín             | 13    |
| 2013-14   | David Vaněček        | Hradec Králové          | 17    |
| 2014-15   | Václav Vašíček       | Sigma Olomouc           | 13    |
| 2015-16   | Jan Pázler           | Hradec Králové          | 17    |
| 2016-17   | Jakub Plšek          | Sigma Olomouc           | 18    |
| 2017-18   | Jan Pázler           | Hradec Králové          | 21    |
| 2018–19   | David Ledecký        | Dynamo České Budějovice | 18    |